# Henri Pavillard
Henri Pavillard (Héricourt, 15 agosto 1905 – 7 febbraio 1978) è stato un calciatore francese, di ruolo centrocampista.

## Carriera

### Nazionale
Ha collezionato 14 presenze con la propria Nazionale.